# تورني (كامبريدجشير)
تورني (بالإنجليزية: Thorney, Cambridgeshire)‏ هي قرية وأبرشية مدنية تقع في المملكة المتحدة في إنجلترا.

## أعلام
- جاك واتسون